# Yoshio Sakamoto
Yoshio Sakamoto (坂本 賀勇?, Sakamoto Yoshio; 23 luglio 1959) è un autore di videogiochi giapponese.
Game director di Metroid, ha collaborato a numerosi videogiochi prodotti da Nintendo, in particolare per le serie Metroid e WarioWare.

## Videogiochi
| Anno | Gioco                                              | Piattaforma                             | Ruolo                        |
| ---- | -------------------------------------------------- | --------------------------------------- | ---------------------------- |
| 1984 | Wrecking Crew                                      | Nintendo Entertainment System           | Game designer                |
| 1984 | Balloon Fight                                      | Nintendo Entertainment System           | Game designer                |
| 1986 | Gumshoe                                            | Nintendo Entertainment System           | Game director, Game designer |
| 1986 | Metroid                                            | Nintendo Entertainment System           | Game director                |
| 1986 | Kid Icarus                                         | Nintendo Entertainment System           | Game designer                |
| 1988 | Famicom Detective Club: The Missing Heir           | Famicom Disk System                     | Game designer, sceneggiatore |
| 1989 | Famicom Tantei Club Part II: Ushiro ni Tatsu Shōjo | Famicom Disk System                     | Game designer, sceneggiatore |
| 1990 | Balloon Kid                                        | Game Boy, Nintendo Entertainment System | Game director                |
| 1992 | Kaeru no tame ni kane wa naru                      | Game Boy                                | Sceneggiatore                |
| 1992 | X                                                  | Game Boy                                | Game director                |
| 1994 | Super Metroid                                      | Super Nintendo Entertainment System     | Game director                |
| 1995 | Teleroboxer                                        | Virtual Boy                             | Game director                |
| 1997 | Game & Watch Gallery                               | Game Boy                                | Consulente                   |
| 2000 | Trade & Battle: Card Hero                          | Game Boy Color                          | Game director, Game designer |
| 2001 | Wario Land 4                                       | Game Boy Advance                        | Supervisore                  |
| 2002 | Metroid Fusion                                     | Game Boy Advance                        | Game director                |
| 2003 | Wario World                                        | Nintendo GameCube                       | Consulente                   |
| 2004 | Metroid: Zero Mission                              | Game Boy Advance                        | Game director                |
| 2004 | WarioWare: Touched!                                | Nintendo DS                             | Produttore                   |
| 2006 | Rhythm Tengoku                                     | Game Boy Advance                        | Produttore                   |
| 2006 | WarioWare: Smooth Moves                            | Wii                                     | Produttore                   |
| 2007 | Picross DS                                         | Nintendo DS                             | Supervisore                  |
| 2009 | WarioWare D.I.Y.                                   | Nintendo DS                             | Produttore                   |
| 2009 | Tomodachi Collection                               | Nintendo DS                             | Produttore                   |
| 2010 | Metroid: Other M                                   | Wii                                     | Game director, produttore    |
| 2011 | Rhythm Heaven Fever                                | Wii                                     | Produttore                   |
| 2012 | Kiki Trick                                         | Wii                                     | Supervisore                  |
| 2013 | Game & Wario                                       | Wii U                                   | Produttore                   |
| 2013 | Tomodachi Life                                     | Nintendo 3DS                            | Produttore                   |
| 2015 | Rhythm Heaven Megamix                              | Nintendo 3DS                            | Produttore                   |
| 2016 | Metroid Prime: Federation Force                    | Nintendo 3DS                            | Consulente                   |
| 2017 | Metroid: Samus Returns                             | Nintendo 3DS                            | Produttore                   |
| 2021 | Metroid Dread                                      | Nintendo Switch                         | Produttore                   |
| 2024 | Emio – L'uomo che sorride: Famicom Detective Club  | Nintendo Switch                         | Produttore                   |